# 盛高
盛高（日語：マイネルシーガル），是日本純種競賽馬匹。生涯活躍於一哩賽事，曾勝出2007年富士錦標。

## 出賽前
2004年3月31日出生於北海道三石町（今新日高町）小河豐水牧場，成長途中於拍賣會上被一口馬主俱樂部Thoroughbred Club Ruffian Ltd.以640萬日圓購入後進行馬主募集。
其後交由美浦訓練中心練馬師國枝榮訓練。

## 競賽生涯

### 2歲
2006年10月8日出戰東京競馬場2歲新馬戰，本次比賽保持在中團附近下在彎道處開始發力，於直路上不斷衝刺下成功取得領先，以3馬位優勢取得首勝。
其後出戰公開賽銀杏錦標，繼續採用新馬戰時的戰術，在約莫第六、七附近的逐步推進下在直路瞬間進入狀態，最終以頸位優勢壓贏對手取勝。
年末以一級賽朝日盃未來錦標作為目標，然而受到體重增加10公斤的影響下未能在直路順利加速衝刺，最終僅獲第六的名次。

### 3歲
2007年首戰為公開賽青年盃，比賽初段順應節奏維持在第六的位置推進，在直路上開始衝刺迫近前方的對手，最終跑出全場最快末腳下在最後一步追上鈴鹿長堤取得勝利。
其後因輕微骨膜炎休養1個月後在春季錦標復出，改變策略選擇前置下一直維持在第二附近，在直路上雖然追過領放馬昭和革新，但最終仍然被飛翔蘋果超越取得第二。
4月按照計劃出戰皋月賞，但未能距離適性不足下僅跑獲第十，5月重返一哩賽事出戰NHK一哩賽下亦以第八落敗。
放草過後在9月出戰京成盃秋季讓賽，於中團靠後位置展開推進下雖然在直路上於中檔位置展開加速，但最終仍然被King's Trail及Camphor Best擊敗跑獲第三。
1個月後出戰富士錦標，本次比賽選擇跟隨我情可待及大徵兆的領放推進，於彎道位置開始發力準備發起攻勢。進入直路後，其隨即越過失速的對手取得領先，及後繼續保持走勢下成功在纏鬥中戰勝Michael Barows，取得首個分級賽冠軍。
但其後出戰一哩冠軍賽未能保持水準，以第十的戰績落敗，年末以阪神盃作為收官之戰亦僅跑獲第六。

### 4歲
2008年首戰選擇為高松宮紀念，但在比賽途中一直保持在最後方的位置，一直未能衝出下最終以包尾第十八落敗。
同年4月，作為廄侶梵高藝展的陪同馬遠征香港出戰冠軍一哩賽，但選擇中團戰術下在彎道處經已開始後退，最終以包尾第十大敗。
回國後以公開賽米子錦標作為調整，但仍然未能找回狀態取得第六。
賽後，期間被發現還有肌腱炎，因而進入長期休養。

### 5歲
2009年10月4日復出出戰港灣人工島錦標，然而繼續維持頹勢下再度取得包尾的戰績。
此後未有繼續出戰賽事，並在12月4日正式退役。

### 詳細賽績
| 日期       | 舉辦國家/地區 | 馬場 | 距離   | 級別  | 賽事名稱       | 負重 | 騎師     | 馬號 | 出馬 | 名次 | 時間   | 頭馬（二馬）         |
| ---------- | ------------- | ---- | ------ | ----- | -------------- | ---- | -------- | ---- | ---- | ---- | ------ | -------------------- |
| 8/10/2006  | 日本          | 東京 | 草1400 |       | 2歲新馬        | 55   | 後藤浩輝 | 6    | 10   | 1    | 1:23.3 | （Dream Win）        |
| 21/10/2006 | 日本          | 東京 | 草1600 | OP    | 銀杏錦標       | 55   | 後藤浩輝 | 3    | 9    | 1    | 1:35.9 | （Eishin Ichimonji） |
| 10/12/2006 | 日本          | 中山 | 草1600 | GI    | 朝日盃未來錦標 | 55   | 後藤浩輝 | 12   | 5    | 6    | 1:34.8 | 夢之旅               |
| 7/1/2007   | 日本          | 中山 | 草1600 | OP    | 青年盃         | 57   | 後藤浩輝 | 1    | 8    | 1    | 1:36.4 | （鈴鹿長堤）         |
| 18/3/2007  | 日本          | 中山 | 草1800 | JpnII | 春季錦標       | 56   | 後藤浩輝 | 11   | 11   | 2    | 1:49.1 | 飛翔蘋果             |
| 15/4/2007  | 日本          | 中山 | 草2000 | JpnI  | 皋月賞         | 57   | 後藤浩輝 | 3    | 18   | 12   | 2:00.6 | 永威勝               |
| 6/5/2007   | 日本          | 東京 | 草1600 | JpnI  | NHK一哩賽      | 57   | 後藤浩輝 | 5    | 18   | 8    | 1:35.3 | 粉紅瑰寶             |
| 9/9/2007   | 日本          | 中山 | 草1600 | GIII  | 京成盃秋季讓賽 | 53   | 後藤浩輝 | 5    | 16   | 3    | 1:33.0 | King's Trail         |
| 20/10/2007 | 日本          | 東京 | 草1600 | GIII  | 富士錦標       | 54   | 後藤浩輝 | 4    | 18   | 1    | 1:33.3 | （Meiner Barows）    |
| 18/11/2007 | 日本          | 京都 | 草1600 | GI    | 一哩冠軍賽     | 56   | 後藤浩輝 | 4    | 18   | 10   | 1:33.5 | 大和主將             |
| 16/12/2007 | 日本          | 阪神 | 草1400 | JpnII | 阪神盃         | 56   | 四位洋文 | 13   | 18   | 6    | 1:20.9 | 鈴鹿鳳凰             |
| 30/3/2008  | 日本          | 中京 | 草1200 | GI    | 高松宮紀念     | 57   | 柴山雄一 | 13   | 18   | 18   | 1:08.4 | 精雕微琢             |
| 27/4/2008  | 香港          | 沙田 | 草1600 | GI    | 冠軍一哩賽     | 57   | 蛯名正義 | 9    | 10   | 10   | 1:35.3 | 好爸爸               |
| 6/7/2008   | 日本          | 阪神 | 草1600 | OP    | 米子錦標       | 56   | 福永祐一 | 10   | 10   | 6    | 1:33.7 | Fusaichi Auster      |
| 4/10/2009  | 日本          | 阪神 | 草1600 | OP    | 港灣人工島錦標 | 56   | 幸英明   | 12   | 18   | 18   | 1:35.4 | Crown Princess       |

## 退役後
退役後，盛高並未成為配種馬，而是於福島縣南相馬市一個私人牧場以功勞馬身份進行退休生活。
2011年3月，受到東日本大震災的影響，其被暫時轉移到千葉縣香取市的牧場避難，在5月時返回南相馬市。
2017年1月16日，其被發現死亡，享年13歲。

## 血統簡介
父系禪宗勝者為愛爾蘭生產的日本賽駒，生涯戰績優秀，曾勝出一哩冠軍賽。祖父Caerleon爲美國生產的愛爾蘭賽駒，生涯戰績優秀，曾勝出一級賽法國打吡及英國國際錦標。
母系Eishin Aino Uta為日本賽駒，生涯僅勝出一場賽事。外祖父週日寧靜是美國三冠賽雙冠馬，退役後在日本配種，在日本馬壇相當成功，贏得多項分級賽事，其子嗣贏得巨額獎金。

### 血統表
| 父線：尼真斯基系（北地舞人系）          |                               |                   |                 |
| 種馬 禪宗勝者 1997年（棕色）            | Caerleon 1980年（棗色）       | 尼真斯基          | 北地舞人        |
| 種馬 禪宗勝者 1997年（棕色）            | Caerleon 1980年（棗色）       | 尼真斯基          | Flaming Page    |
| 種馬 禪宗勝者 1997年（棕色）            | Caerleon 1980年（棗色）       | Foreseer          | 圓桌武士        |
| 種馬 禪宗勝者 1997年（棕色）            | Caerleon 1980年（棗色）       | Foreseer          | Regal Gleam     |
| 種馬 禪宗勝者 1997年（棕色）            | Embla 1983年（深棗色）        | Dominion          | Derring-Do      |
| 種馬 禪宗勝者 1997年（棕色）            | Embla 1983年（深棗色）        | Dominion          | Picture Palace  |
| 種馬 禪宗勝者 1997年（棕色）            | Embla 1983年（深棗色）        | Kaftan            | Kashmir         |
| 種馬 禪宗勝者 1997年（棕色）            | Embla 1983年（深棗色）        | Kaftan            | Blessed Again   |
| 繁殖雌馬 Eishin Aino Uta 1996年（棗色） | 週日寧靜 1986年（棕色）       | Halo              | Hail to Reason  |
| 繁殖雌馬 Eishin Aino Uta 1996年（棗色） | 週日寧靜 1986年（棕色）       | Halo              | Cosmah          |
| 繁殖雌馬 Eishin Aino Uta 1996年（棗色） | 週日寧靜 1986年（棕色）       | Wishing Well      | Understanding   |
| 繁殖雌馬 Eishin Aino Uta 1996年（棗色） | 週日寧靜 1986年（棕色）       | Wishing Well      | Mountain Flower |
| 繁殖雌馬 Eishin Aino Uta 1996年（棗色） | Eishin Laramie 1992年（棗色） | Time for a Change | Damascus        |
| 繁殖雌馬 Eishin Aino Uta 1996年（棗色） | Eishin Laramie 1992年（棗色） | Time for a Change | Resolver        |
| 繁殖雌馬 Eishin Aino Uta 1996年（棗色） | Eishin Laramie 1992年（棗色） | Gander Crude      | Quack           |
| 繁殖雌馬 Eishin Aino Uta 1996年（棗色） | Eishin Laramie 1992年（棗色） | Gander Crude      | Grey Oil        |
| 雌系：號族：2-n                         |                               |                   |                 |
| 五代內近親交配：Hail to Reason 5×4      |                               |                   |                 |

## 命名由來
名字中，Meiner（マイネル）為馬主Thoroughbred Club Ruffian Ltd.之冠名，於德語中有「我的」之意思，Segal（シーガル）則出自美國作家艾歷克・席格爾之姓氏，聯想自母系Eishin Aino Uta之名字（Aino Uta為艾瑞克·席格爾作品《愛的故事》之日文翻譯），香港僅取後半部分，並採用音譯，以「盛高」作為翻譯。

## 外部連結
- 盛高 netkeiba.com
- 血統表